# Someone Saved My Life Tonight
Someone Saved My Life Tonight è un brano dell'artista britannico Elton John, distribuito nel 1975. Il testo è di Bernie Taupin.

## Il brano
Il pezzo, letteralmente Qualcuno mi ha salvato la vita stanotte, costituisce l'unico singolo estratto dall'album Captain Fantastic and the Brown Dirt Cowboy del 1975 (1# negli USA per 7 settimane). È stato originariamente composto in tonalità di La bemolle, ma Elton, dopo aver perso il caratteristico falsetto che lo contraddistingueva (a causa di un'operazione chirurgica alla gola, nel 1987), la esegue live in tonalità di Fa maggiore. 
La melodia è molto complessa, presentando ad esempio un bridge, cori e controcori, controtempi: la intro si basa sugli accordi del pianoforte di Elton, ma magistrale è il ruolo di Nigel Olsson alla batteria e di Dee Murray al basso. Davey Johnstone e Ray Cooper si esibiscono rispettivamente alla chitarra e alle percussioni. Brian Wilson e i Beach Boys hanno probabilmente ispirato le armonie vocali presenti nel pezzo.
Il testo di Bernie è una storia semi - autobiografica: essa parla del disastroso fidanzamento tra Elton e una certa Linda Woodrow. All'epoca, John non era ancora diventato una famosissima rockstar e cercava di ritagliarsi con il suo paroliere un po' di spazio nel sottobosco musicale londinese della fine degli anni Sessanta. Abitava con la fidanzata e Bernie in un modesto appartamento nella Furlong Road di Londra (nel testo si fa infatti riferimento al quartiere londinese dell'East End). 
Assillato dall'eventualità di un possibile matrimonio, nel 1969 John arrivò a tentare il suicidio, aprendo le tubature del gas e infilando la testa nel forno di casa; ma lasciò aperte anche le finestre e questo gesto farà in modo di procurargli soltanto uno svenimento da intossicazione. Taupin avrebbe poi provveduto a soccorrere Elton.
Quel Someone ("Qualcuno") che ha salvato la vita alla rockstar si riferisce al cantante britannico Long John Baldry: una notte egli convinse John a lasciar perdere il fidanzamento e l'eventualità del matrimonio per dedicarsi maggiormente ad una carriera artistica e musicale.
Someone Saved My Life Tonight viene da taluni considerata come la traccia migliore dell'album di provenienza: è stata per esempio molto lodata da riviste come Rolling Stone. Fu distribuita come singolo il 23 giugno 1975, con il brano House Of Cards come B - side: raggiunse la quarta posizione negli Stati Uniti e la venticinquesima nella Official Singles Chart.
Nell'ottobre 2005, Elton John, invitato come guest star al talk show Inside the Actor's Studio, dimostrò come potesse cambiare la intro pianistica del brano aggiungendo il basso.
Walter Jackson effettuò una cover del brano nell'album Feeling Good del 1976, mentre il cantante rap Kanye West utilizzò la tecnica del sampling per la sua Good Morning, proveniente dall'album Graduation (2007).